# 格里菲斯天文台
格里菲斯天文台（英語：Griffith Observatory）是位於美國洛杉磯的一座天文台，位於格里菲斯公园中，為洛杉磯的地標之一，於1935年開放。格里菲斯天文台位於高處，可一覽洛杉磯市的全景。

## 历史
出生于威尔士的格里菲斯·J·格里菲斯于1882年收购了费利斯大牧场（Rancho Los Feli）。1896年12月16日，格里菲斯向洛杉矶捐赠了其中的3015公顷。
按照他的意愿，格里菲斯还将捐赠资金在这块土地上建造天文台、展览厅和天象仪。格里菲斯的目的就是让公众有机会接触天文学，开启民智，教育大众，而不是将天文台设置在偏远山区，将受众限制为科学家。
格里菲斯亲自规划了天文台的细节，为此他咨询了之后成为威尔逊山天文台馆长的沃尔特·亚当斯和设立了洛杉矶第一台天文望远镜（和安德鲁·卡内基一道）的乔治·埃勒里·黑尔。
天文台能够用高品質的材料和大量的艺术作品装饰，完全得益于经济不景气时期的低廉的劳动力价格和联邦公共项目计划的帮助。作为大萧条后设立的公共事业振兴署的一项公共工程，天文台于1933年6月20日开工建设。天文台和全美第三个设有天象仪的展览厅于1935年5月14日对公众开放，并在开放后的前五天吸引了13,000名游客。
天文台融合了古希腊和布杂艺术的建筑风格，外观饰以希腊钥匙图案。
在二战期间，天文台的天象仪被用来训练领航员。1960年代，天文台再度被用于培训，为阿波罗计划训练宇航员。

### 改造和扩建
格里菲斯天文台因为翻新和展览厅的扩建于2002年关闭，并于2006年11月3日重新对公众开放。耗资9300万美元的翻新工程主要由公共债券支付，重建了该建筑，并更换了老化的天文馆圆顶。天文台开辟了地下区域，开设了全新的展区、一家咖啡店、纪念品商店和以《星际迷航》的演员伦纳德·尼莫伊命名的剧场。
2008年5月25日，天文台向访客提供了凤凰号火星探测器降落火星直播报道。
2007年5月10日，一场山火逼近天文台。
2017年10月15日，山火逼近天文台的小径，但在造成任何结构性损坏之前被扑灭。

## 布局分区
它是世界上著名的天文台之一，对公众免费开放，包括各个展室及一个电影放映室。而最大的天体表演场地是收费的，每天放8-10场。
天体演示场与北京天文馆相似，上边是大园顶，天空模样，位子很舒服，可以仰视上面的天空。演示展示了天文地理，由地心说到日心说，讲述天体演变十分详细。最后一部分演示充分利用了光电三维技术，让观众感到飘到天空中了，有点像在迪斯尼乐园乘飞椅观看加州风景的感觉。
各展厅的展品，既有八大行星的模型，又有太阳地球月亮相对运动关系的模型。下层展厅中1:1比例的爱因斯坦的全身铜雕像成为青少年的偶像，他们轮流与他合影。地上有相应星球上人的体重的秤。在电影厅放映有关此天文台的纪录影片，时长23分钟。
格里菲斯天文台里配备了四个固定的望远镜。通过配有一个12英寸反射镜的蔡司望远镜，你可以看到夜空里独特的景观。参观者可以爬上东面的圆屋顶更近距离地欣赏月亮或夜空里的行星。或者你也可以通过安装在眼界大厅(Hall of the Eye)里一个展览上的望远镜来浏览这些影像。
在西面的圆形大厅安装了三个太阳望远镜。其中一个用来观测太阳;另外一个通过一个H-α(阿尔法)滤片来观测星空(太阳单色光观测镜);第三个展示了太阳光谱。在天空大厅的展览上可以观看到从这三个望远镜中得来的生动影像。

## 景观景点
在天文台可以远眺对面山上的白色的 Hollywood 字样，也可以远眺洛杉矶的高楼大厦。周围的山有土路，可供游人徒步旅行，天文台周围也是一个大公园。天文台地处山顶，风很大，从山顶远望洛杉矶市中心，高楼林立，此处既是天文台，又是观景的绝佳地点。

## 影视取景地

### 电影
占士·甸出演的电影《无因的反叛》的两组主要镜头中出现了格里菲斯天文台的身影，这让天文台成为洛杉矶的地标.。一座迪恩的半身像后来被竖立在天文台的西侧。
除此之外，格里菲斯天文台还是以下电影的取景地：
- 终结者（1984）
- 火箭手（1991）[11]
- 性书大亨（1996）
- 屍纏妖后（2002）
- 霹靂嬌娃2：全速進攻（2003）
- 變形金剛（2007）[12]
- 沒問題先生（2008）
- 魔鬼終結者：未來救贖（2009）
- 情人節快樂（2010）
- 戀搞好朋友（2011）
- 搖滾愛重生（2014）
- 麦克法兰（2015）
- 末日崩塌（2015）
- 终结者：创世纪（2015）
- 爱乐之城（2016）
- 魯蛇鳥經紀（英语：Sandy Wexler）（2017）[13]
- 解碼遊戲（2018）

### 电视劇
- 夜行天使（1999）
- 24反恐任務（2001）
- 雙面女間諜（2001）
- 犯罪心理（2005）
- 卡特探員（2015）[14]
- 魔鬼神探（2016）

## 公共交通
LADOT运营洛杉矶在热点地区循环的DASH巴士，其中DASH OBSERVATORY/LOS FELIZ巴士连接了天文台与洛杉矶地铁B线（原称红线）的Vermont / Sunset站，每15分钟一班车，地铁站到天文台约15分钟。DASH巴士收费与LA Metro公交不同，单程现金仅需50美分，刷TAP卡 （页面存档备份，存于）则为35美分。具体线路及票价信息可查询LADOT官网 （页面存档备份，存于）。

## 画廊

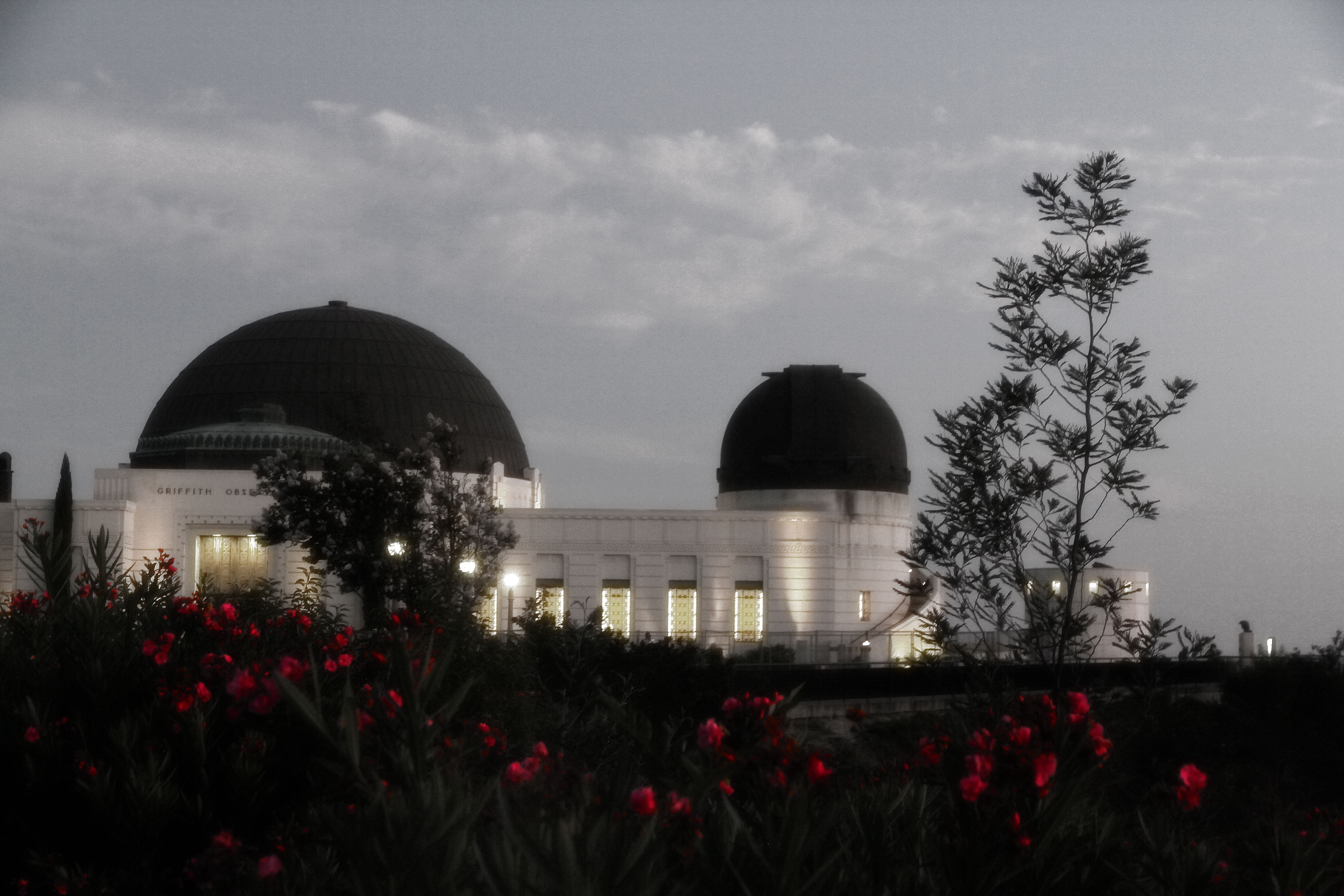
摄于2015年8月
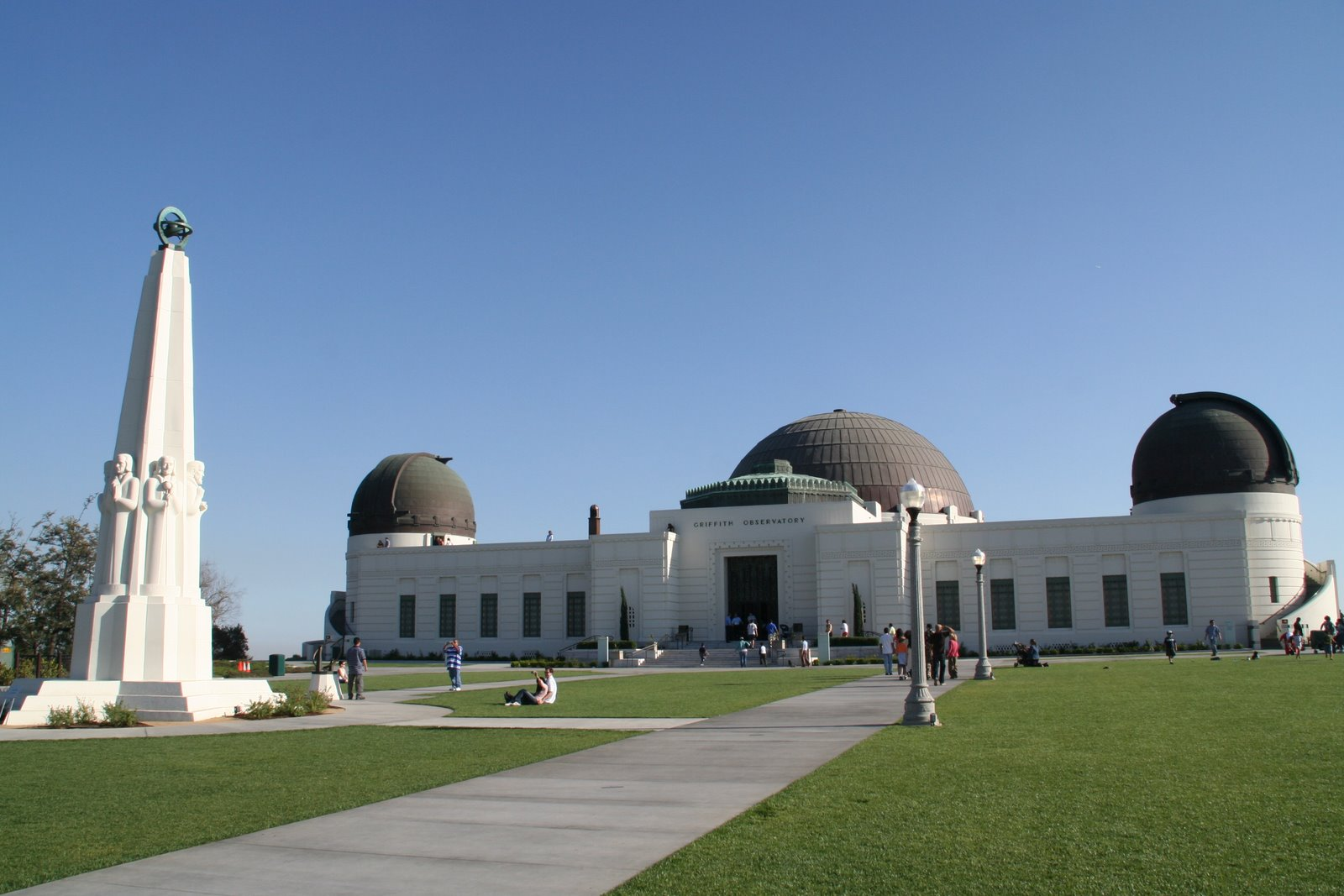
摄于2007年4月
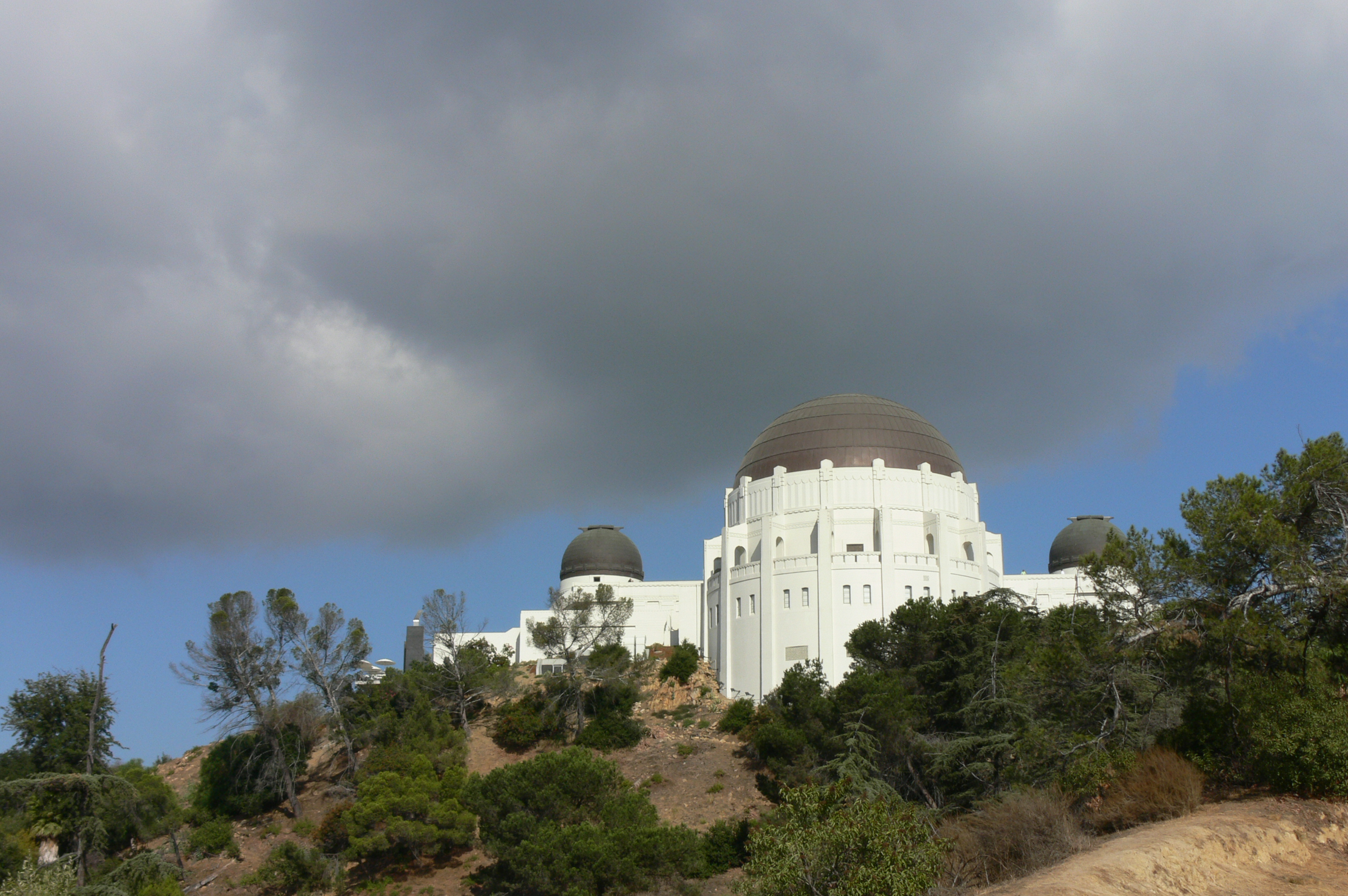
从格里菲斯公园的小径看天文台
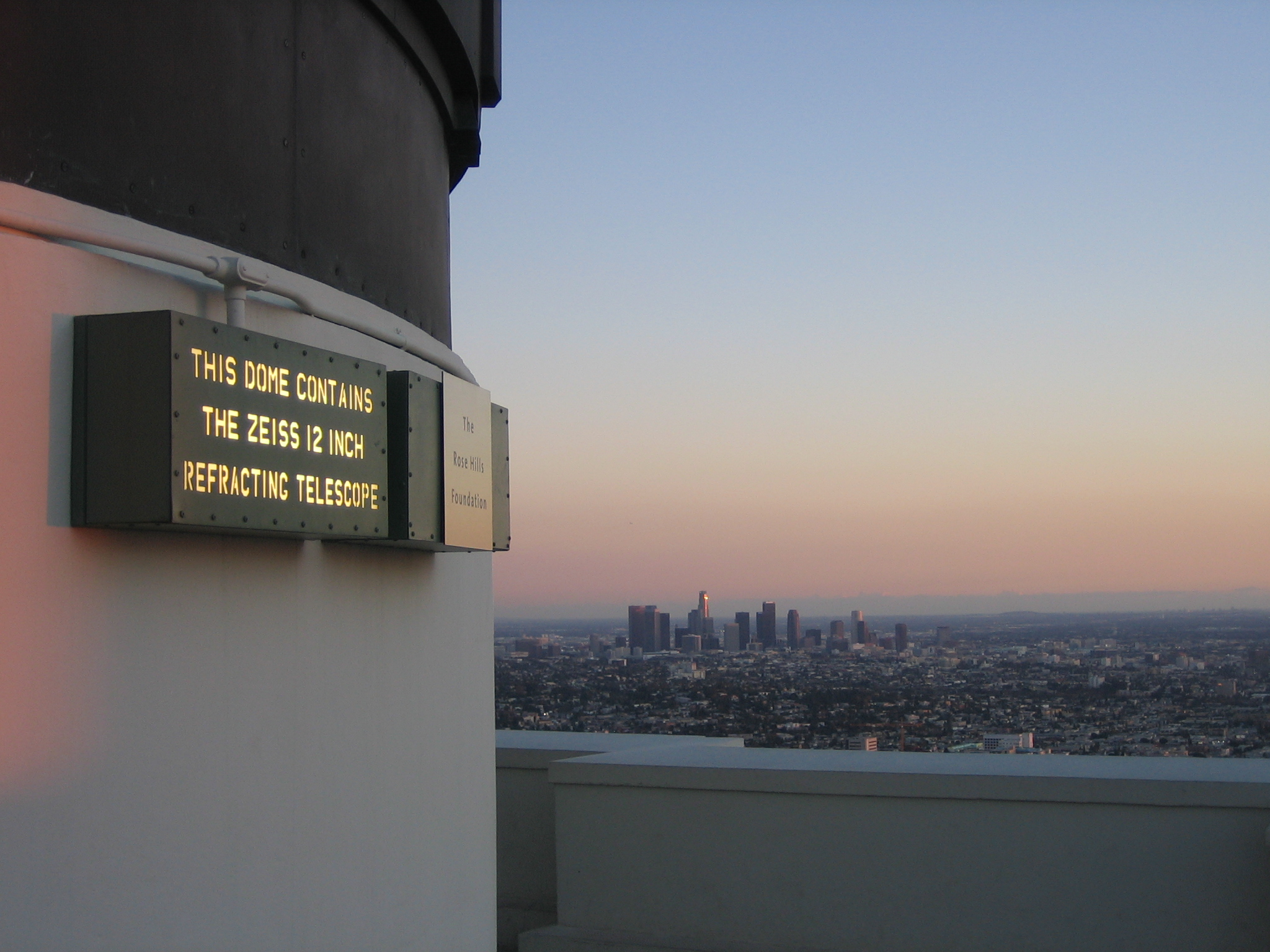
从天文台望远镜看到的洛杉矶城区
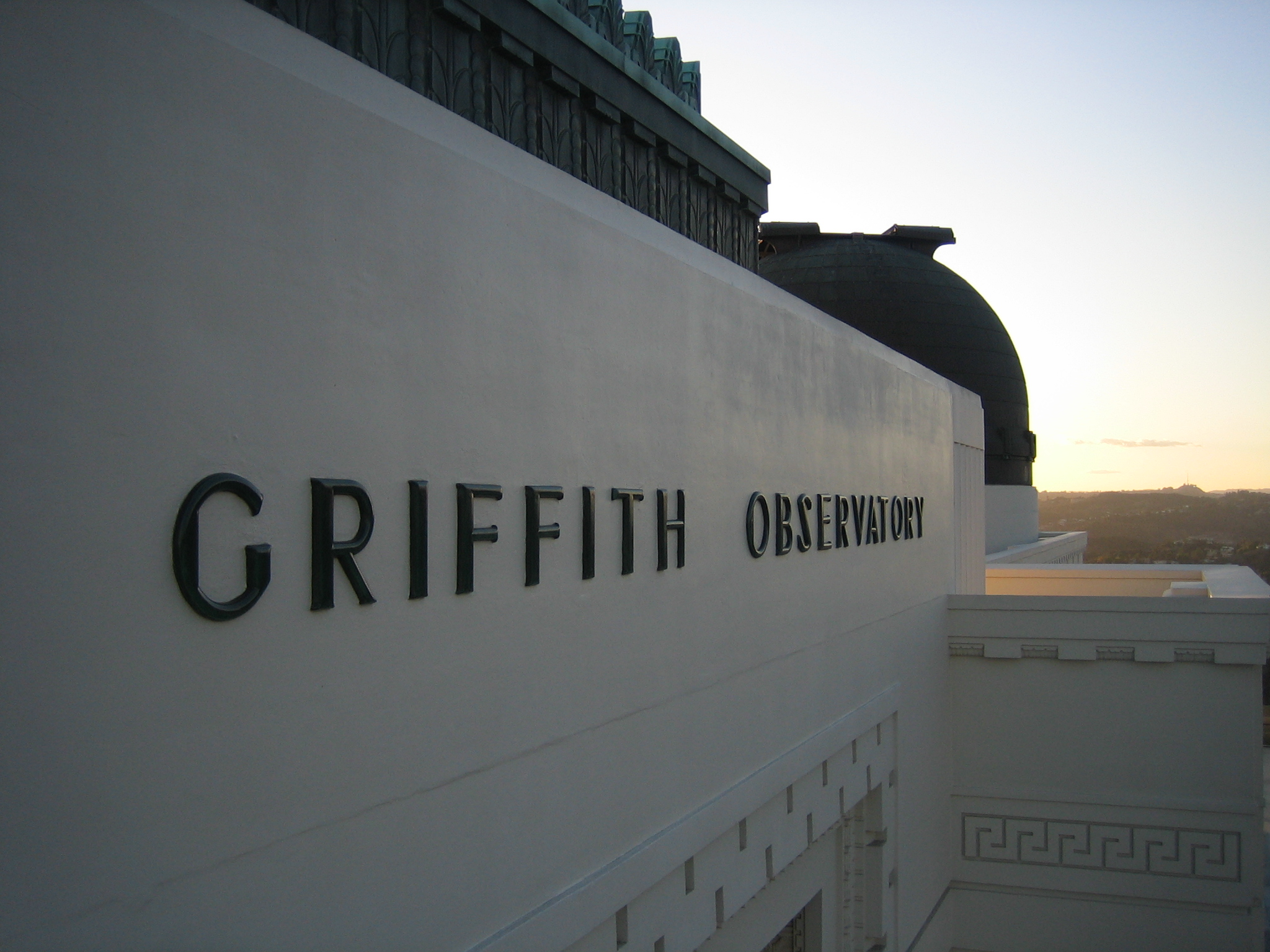
摄于天文台关闭整修期间
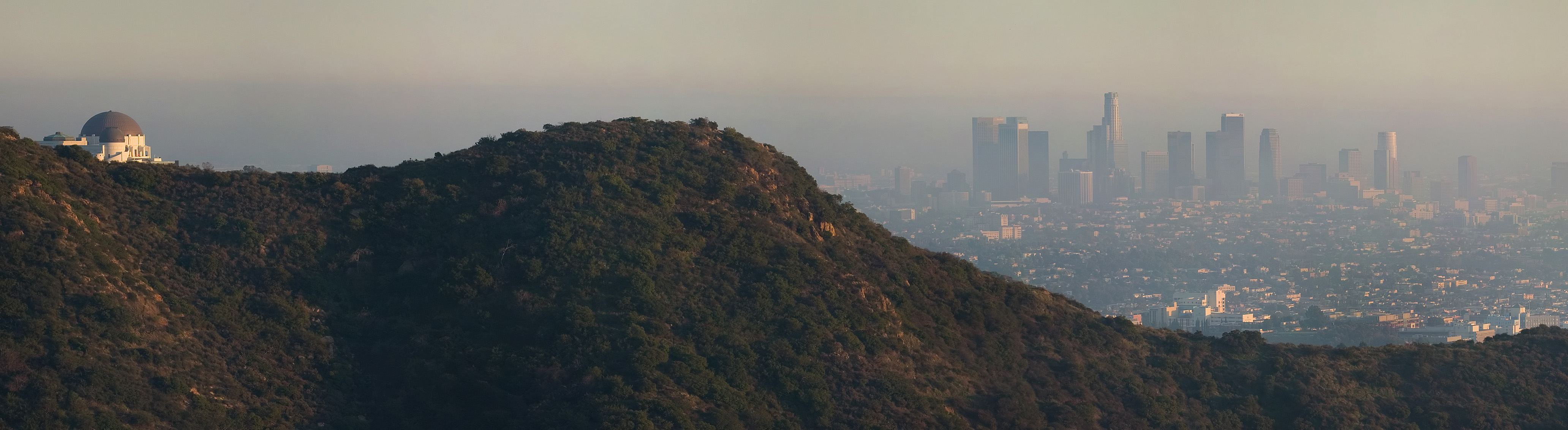
从好莱坞山观看的洛杉矶和天文台全景
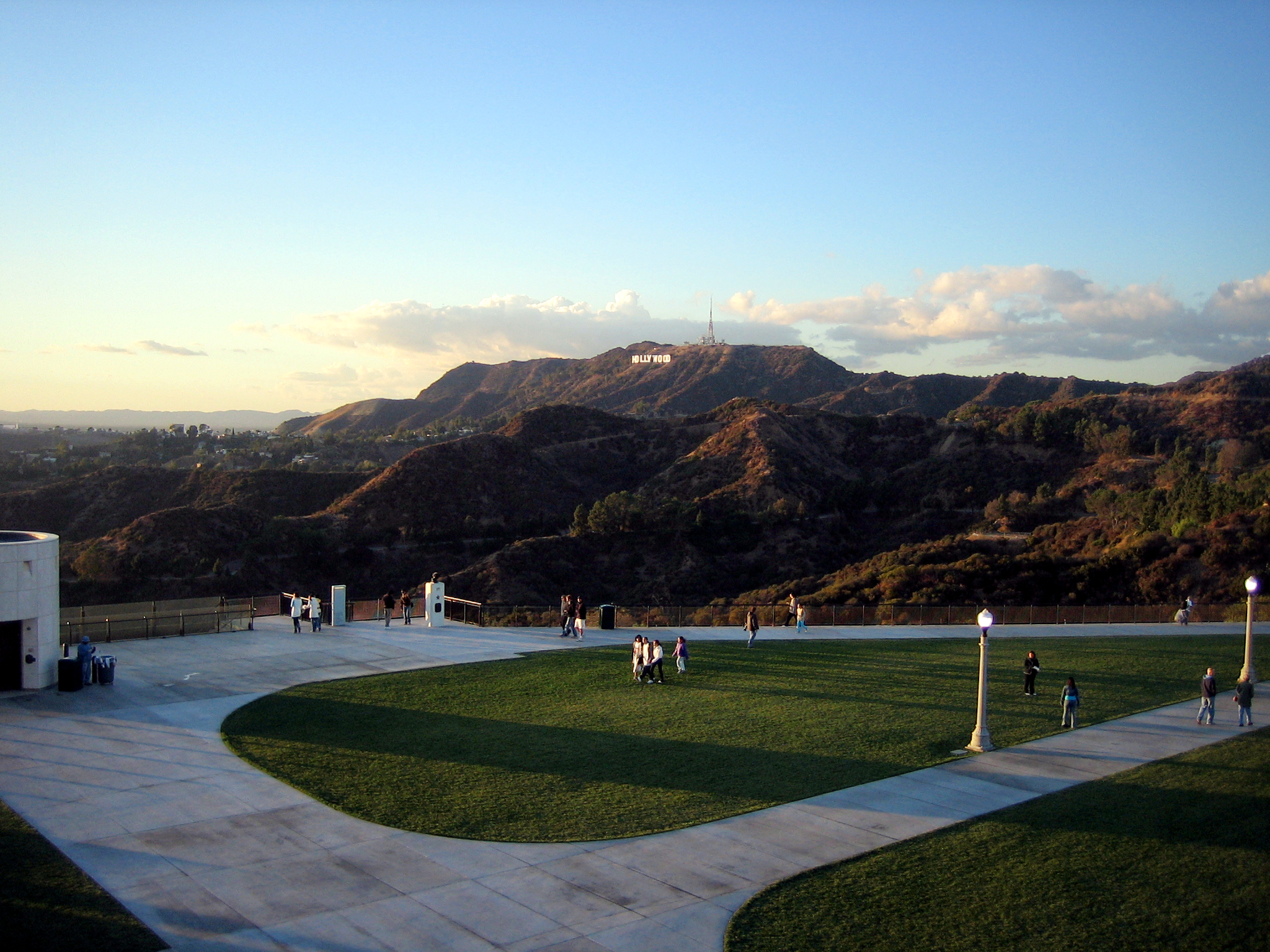
晴天时看到的好莱坞标志
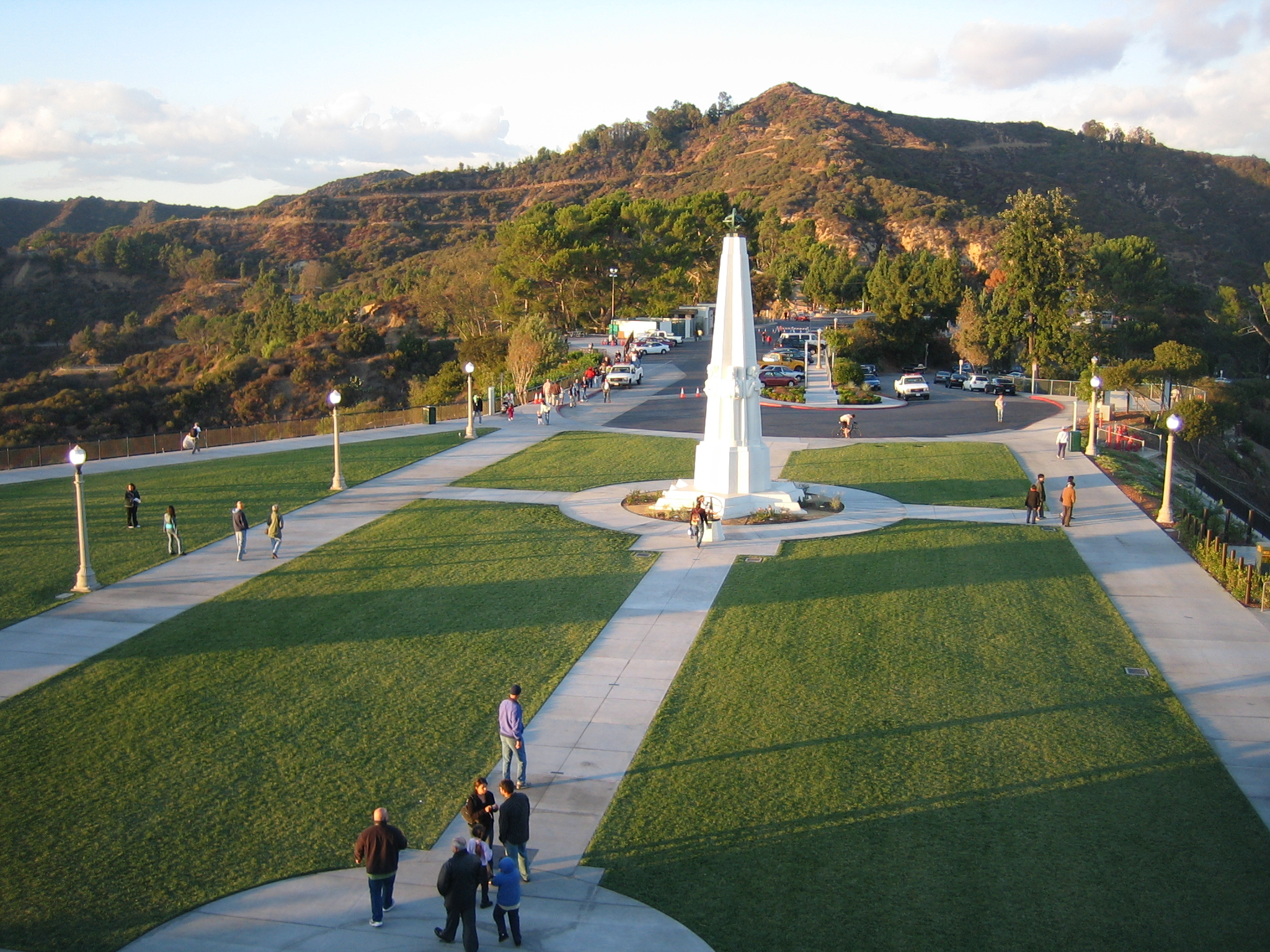
黄昏时的天文台入口处
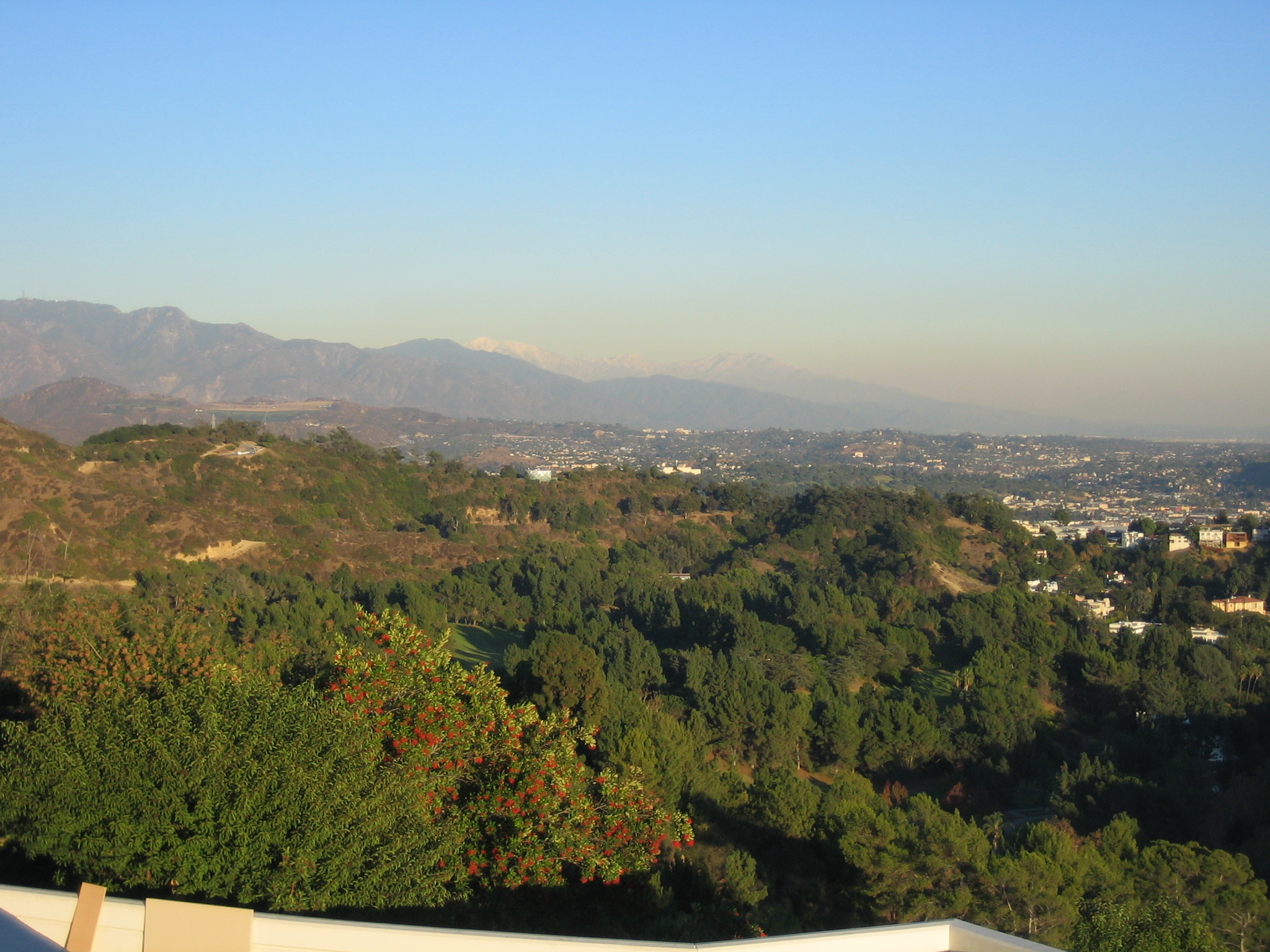
向东看到的格里菲斯公园和鹰岩地区
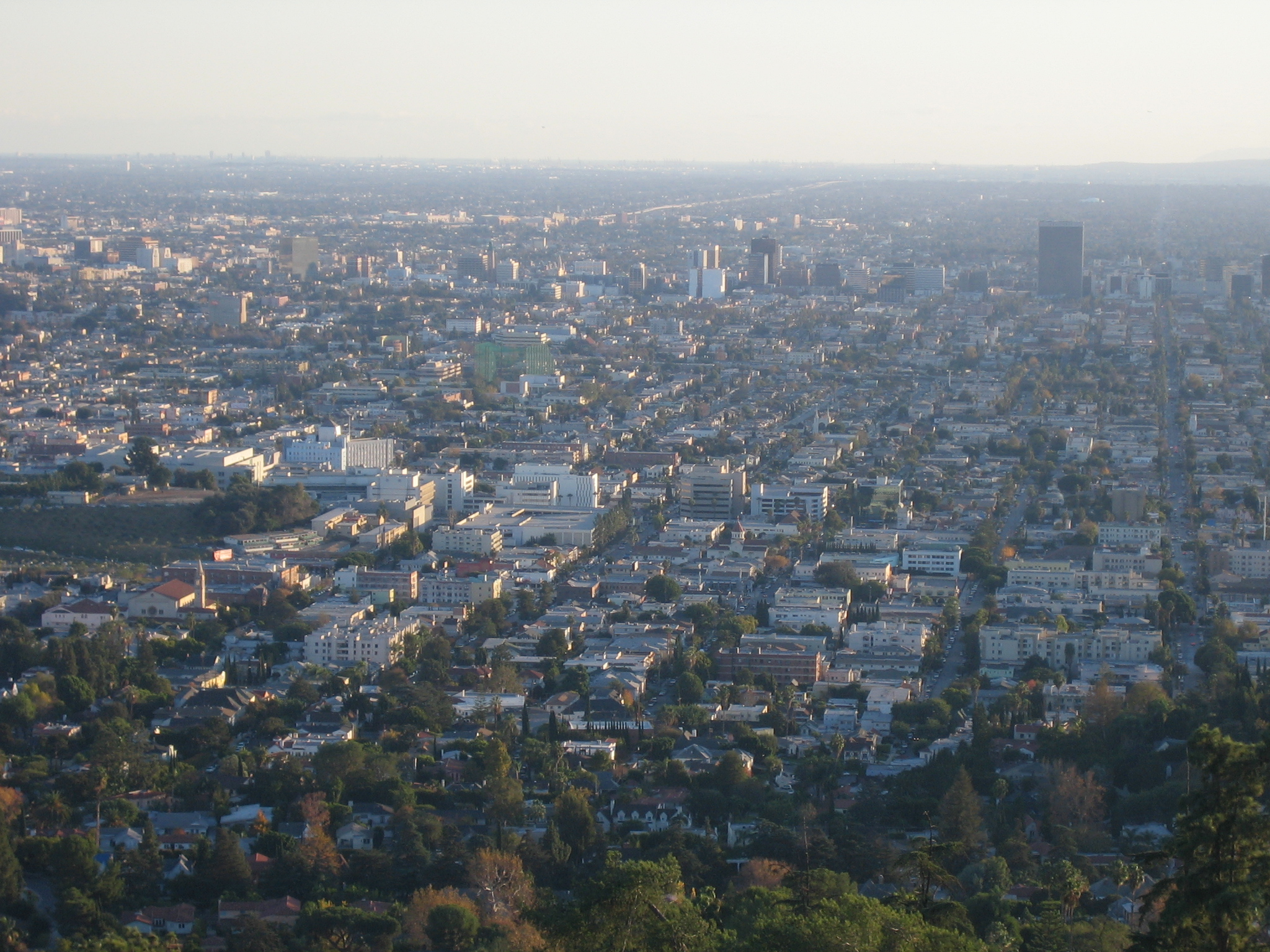
向南看到的洛杉矶盆地，小亚美尼亚位于中心
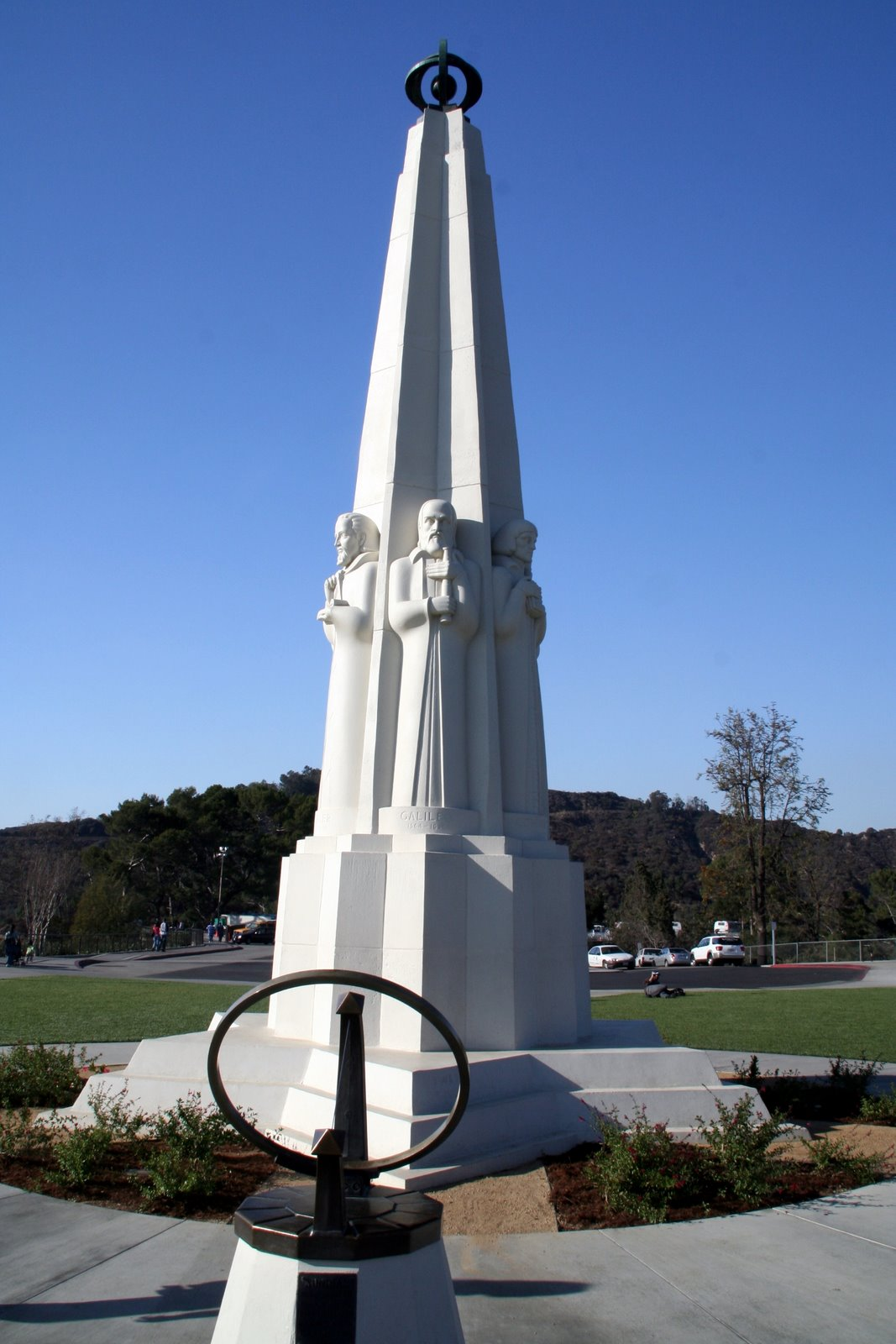
天文台北门的天文學家纪念碑
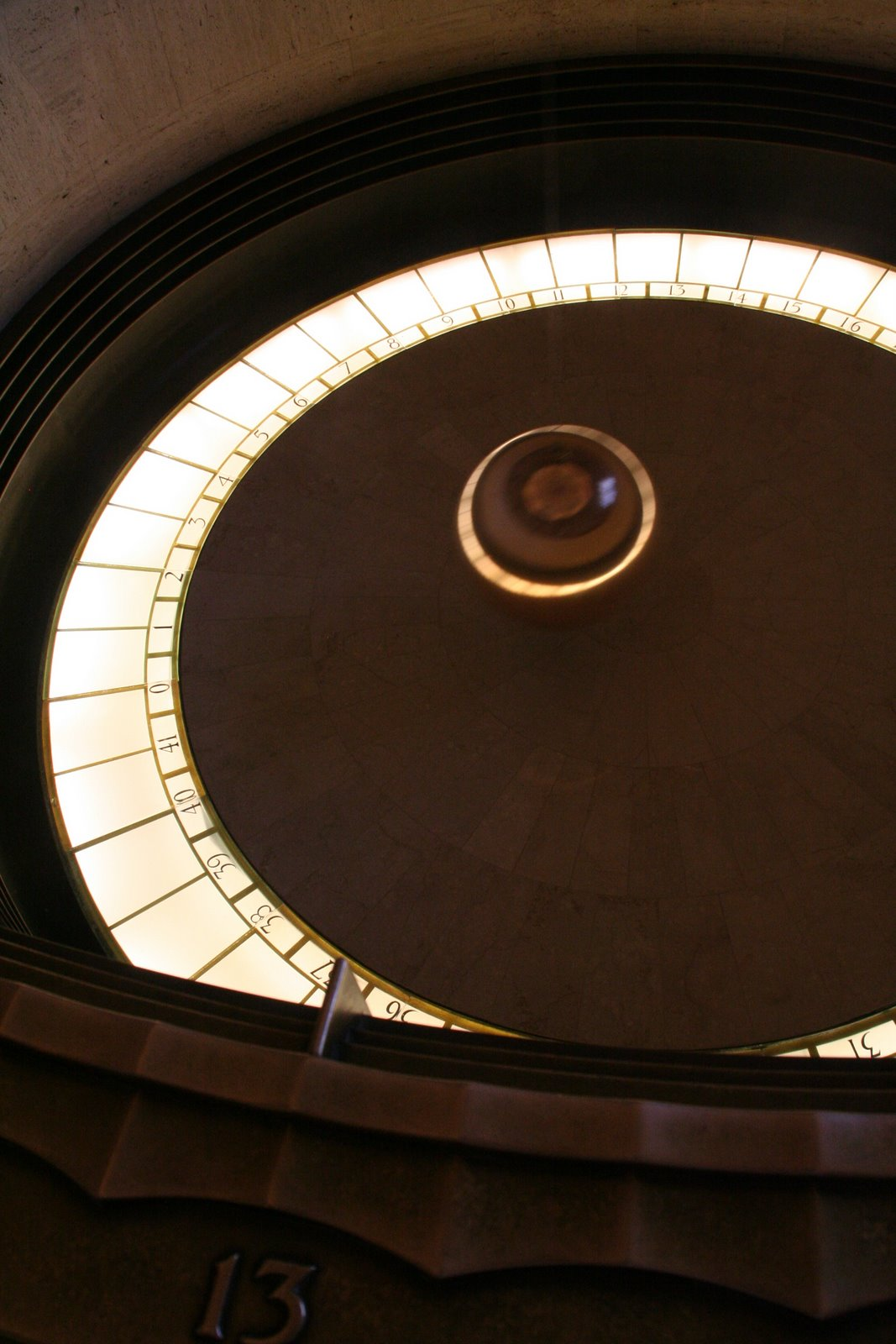
W. M.凯克基金会中央大厅的中心傅科摆
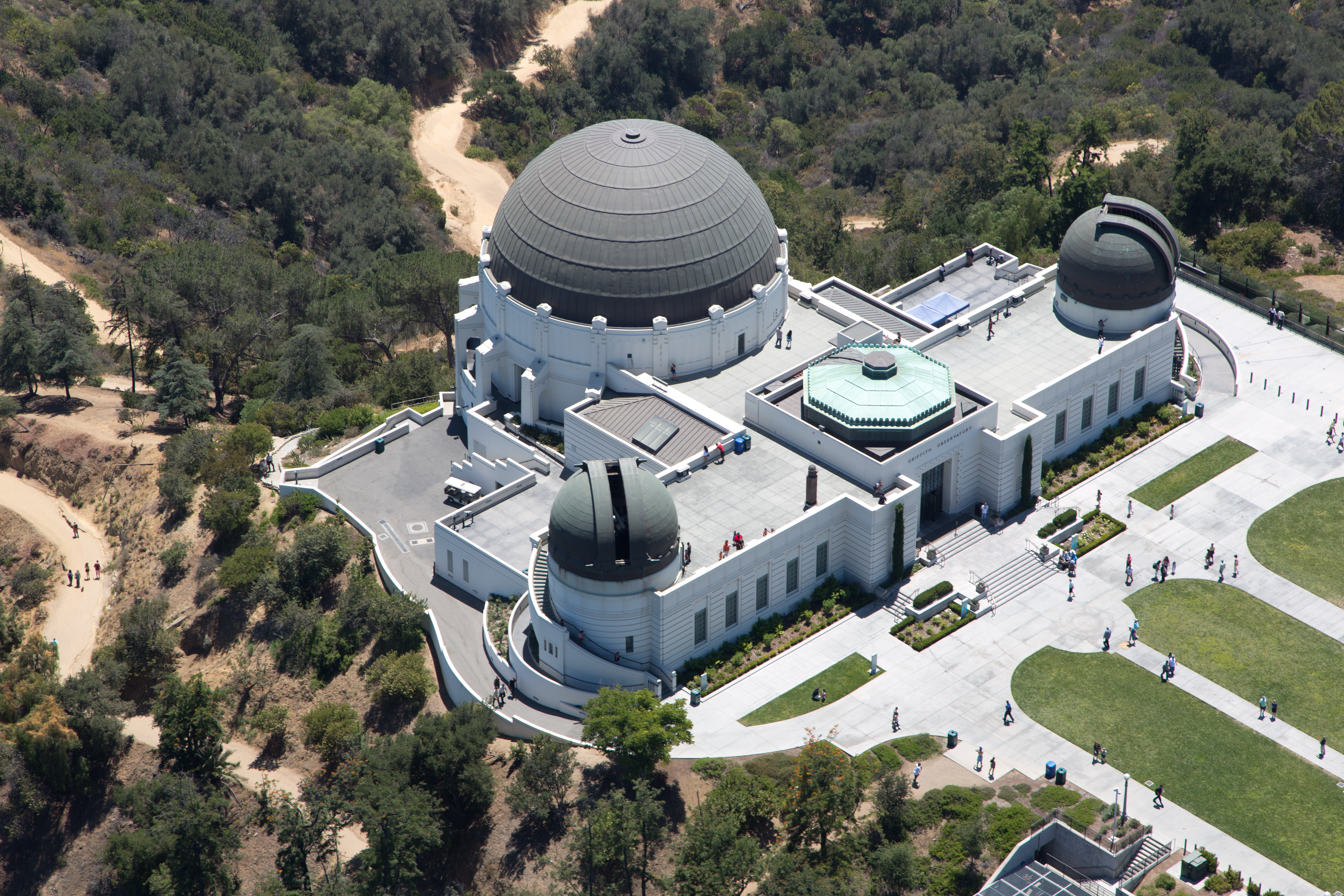
天文台鸟瞰
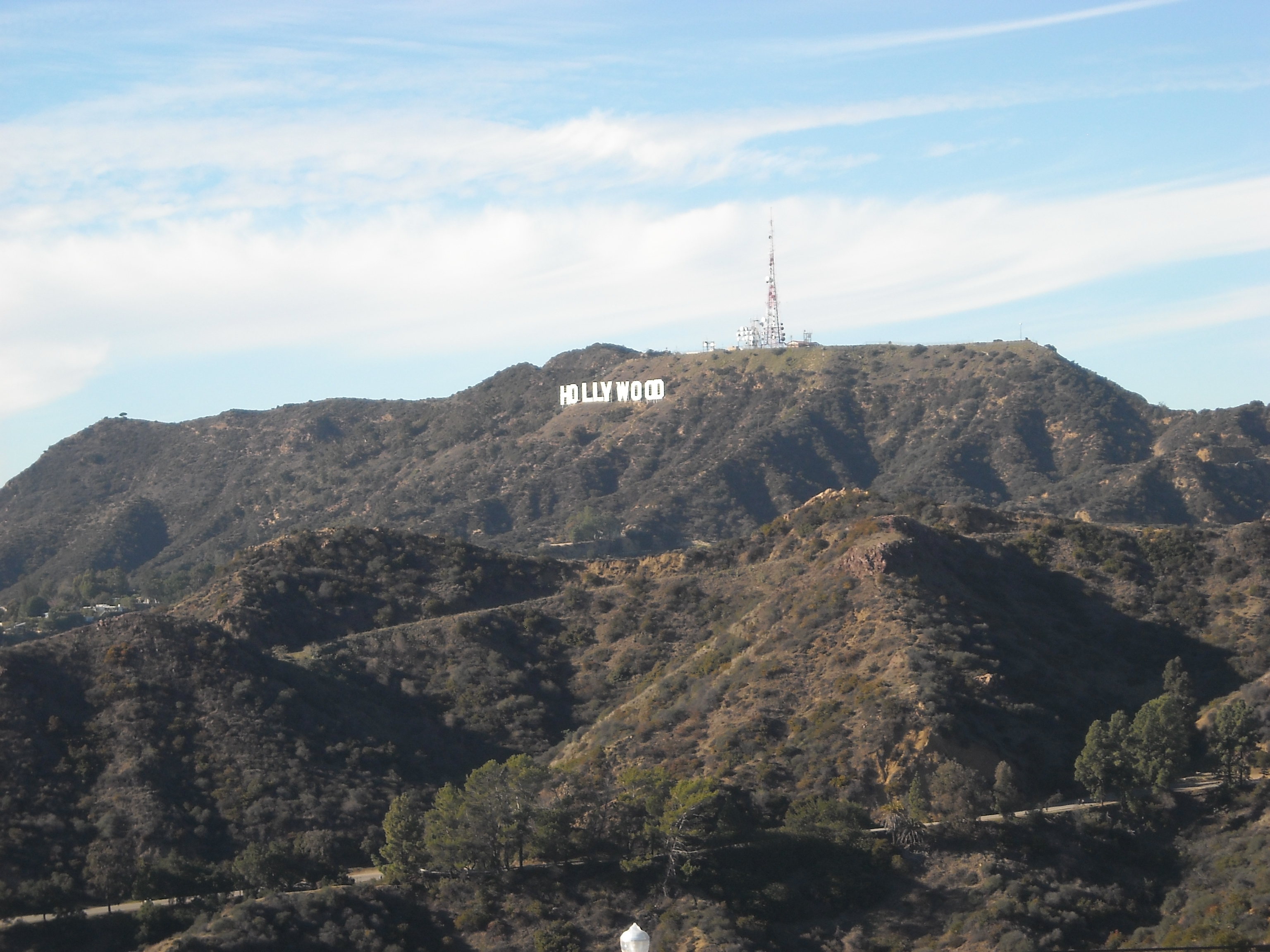
从天文台北侧看到的景色
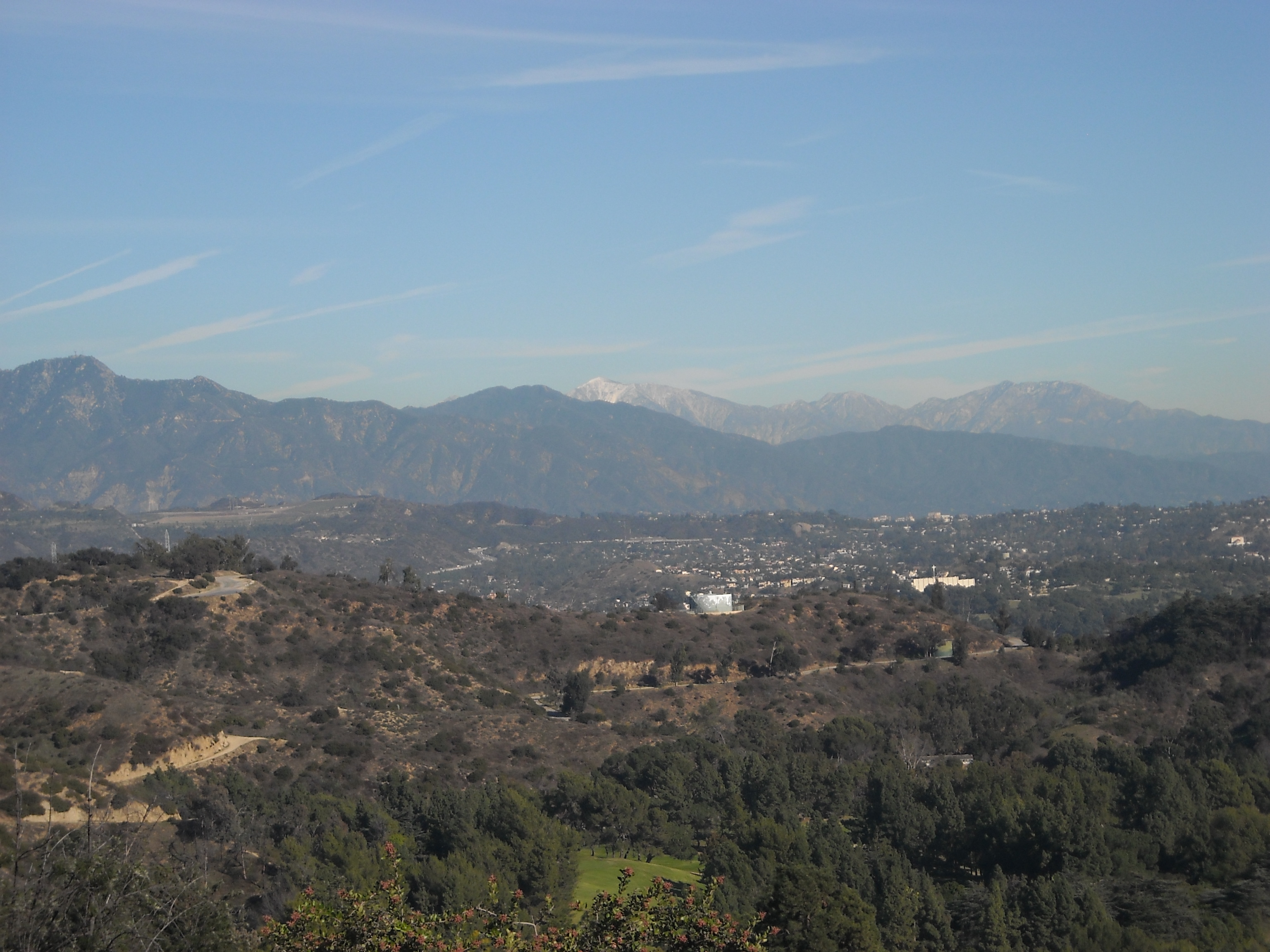
从天文台东侧看到的景色
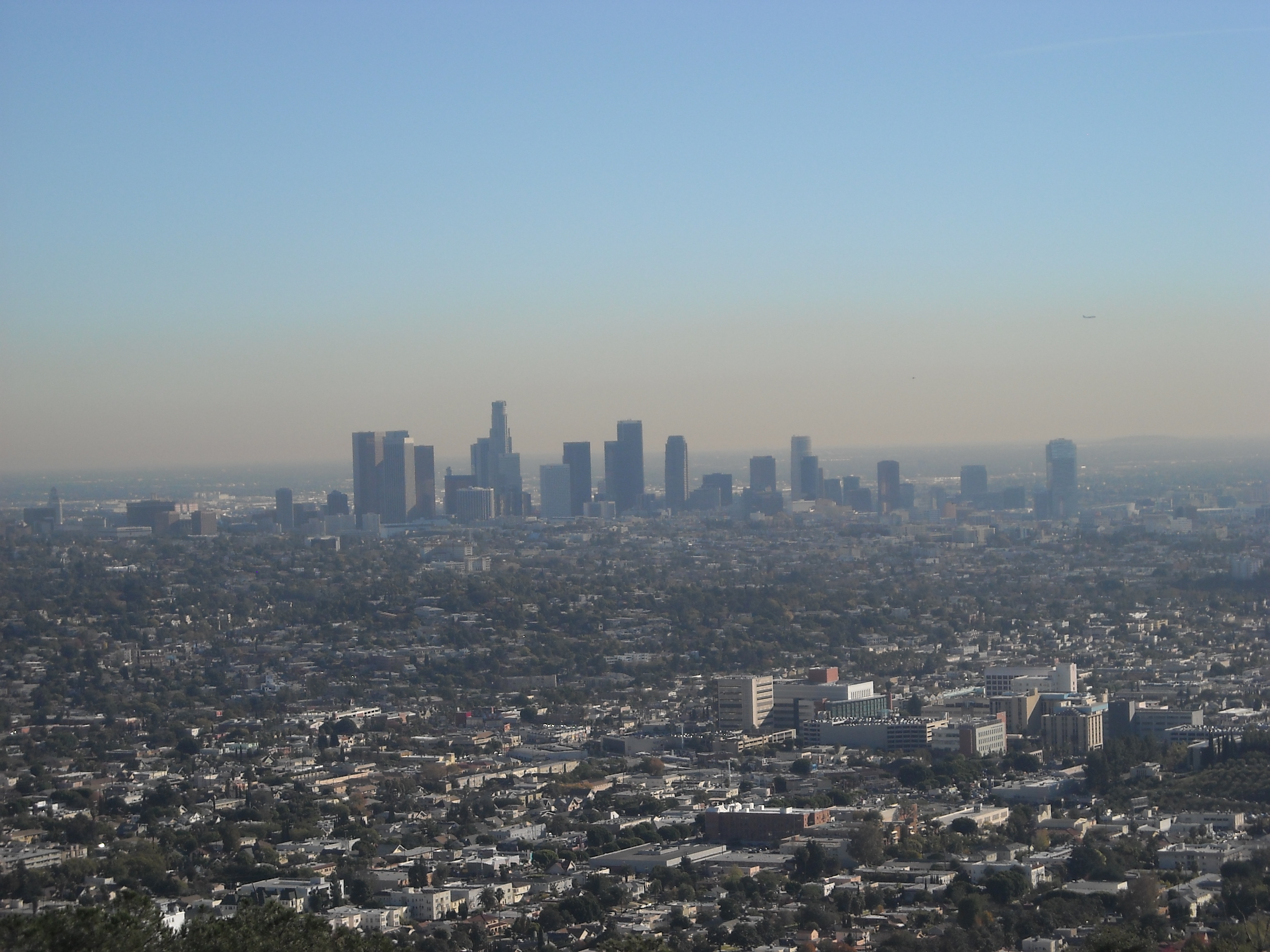
从天文台南侧看到的洛杉矶城区
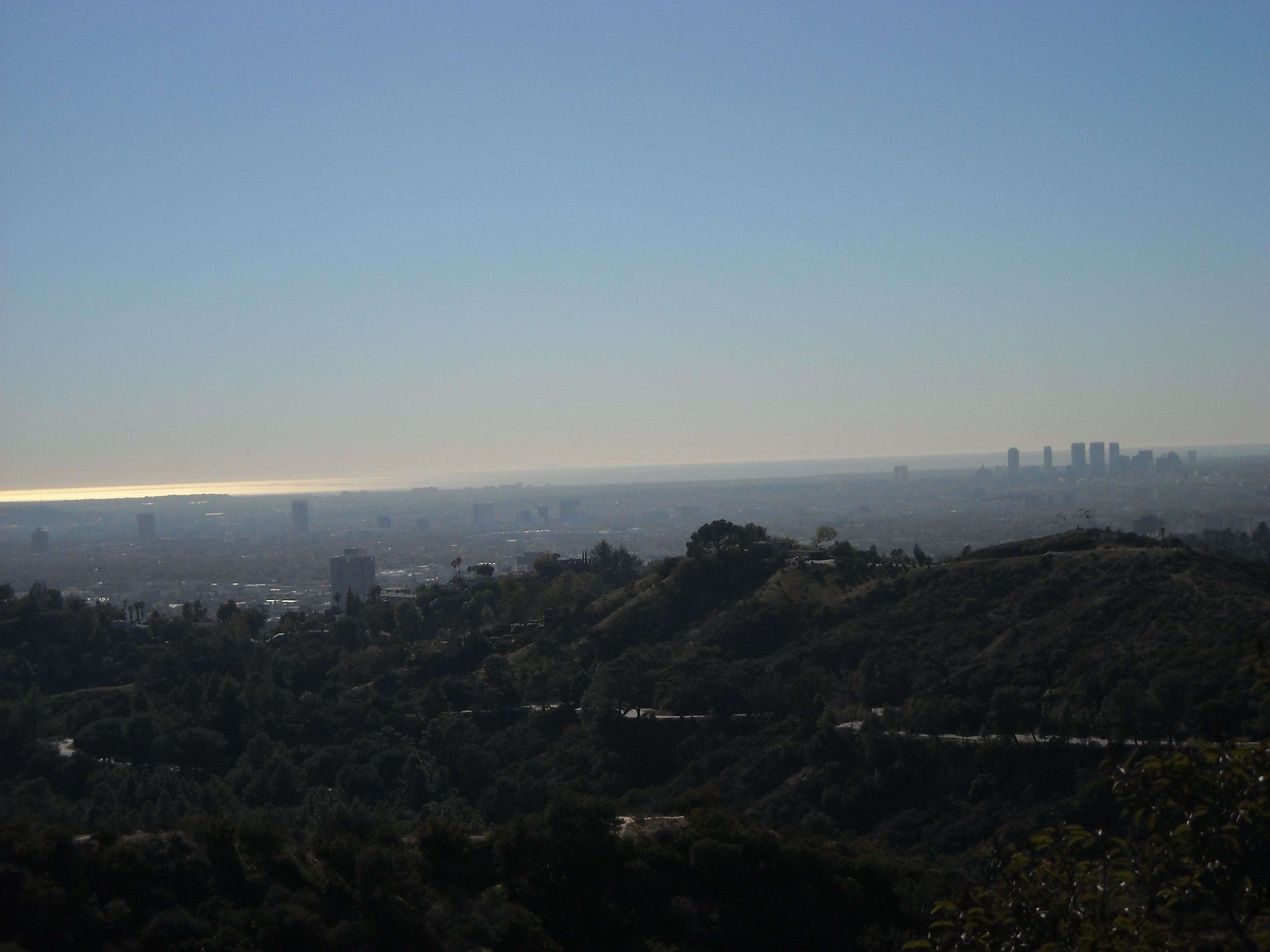
从天文台西侧看到的太平洋和圣莫尼卡地区
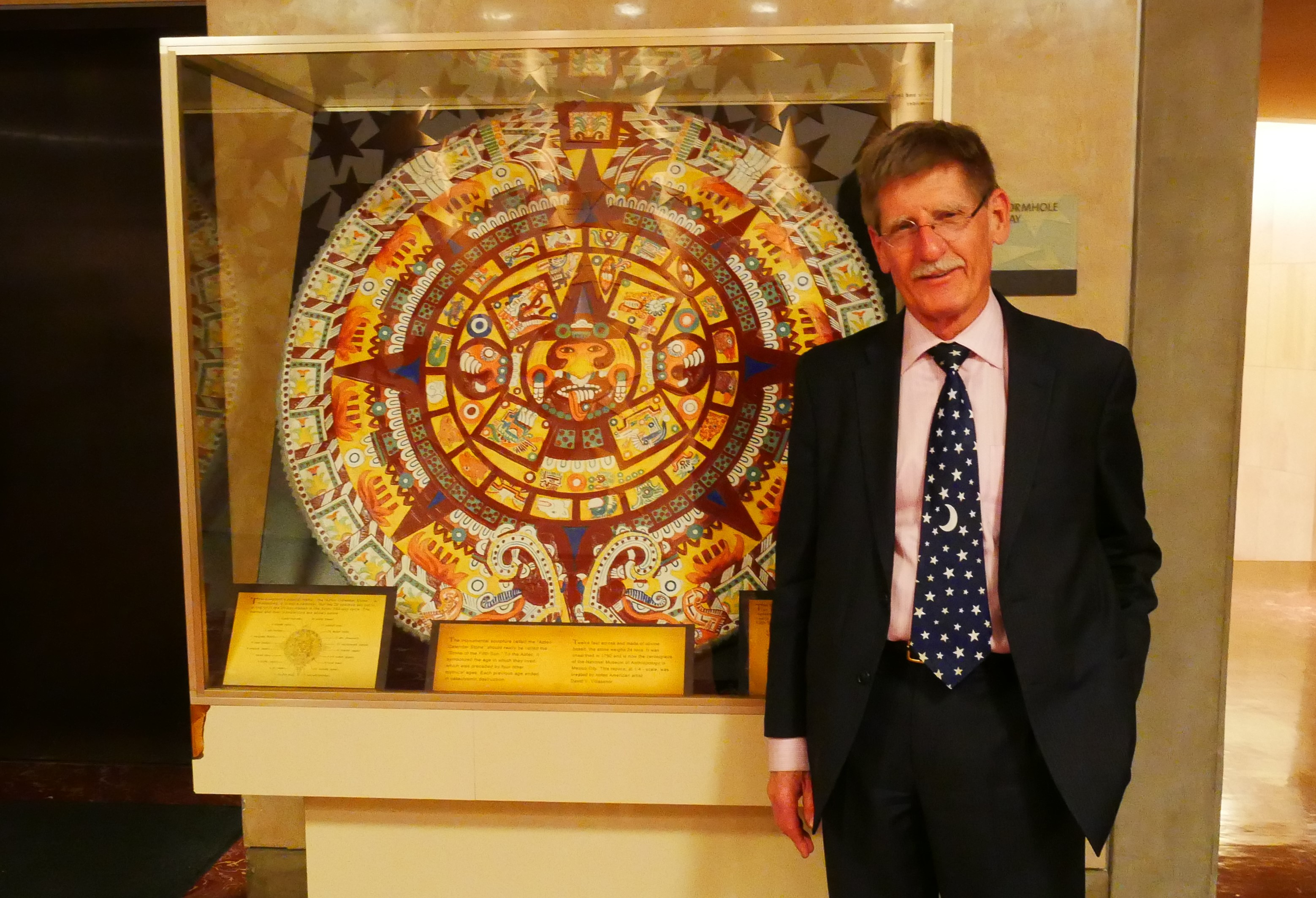
天文台馆长 Ed Krupp 摄于玛雅历展览
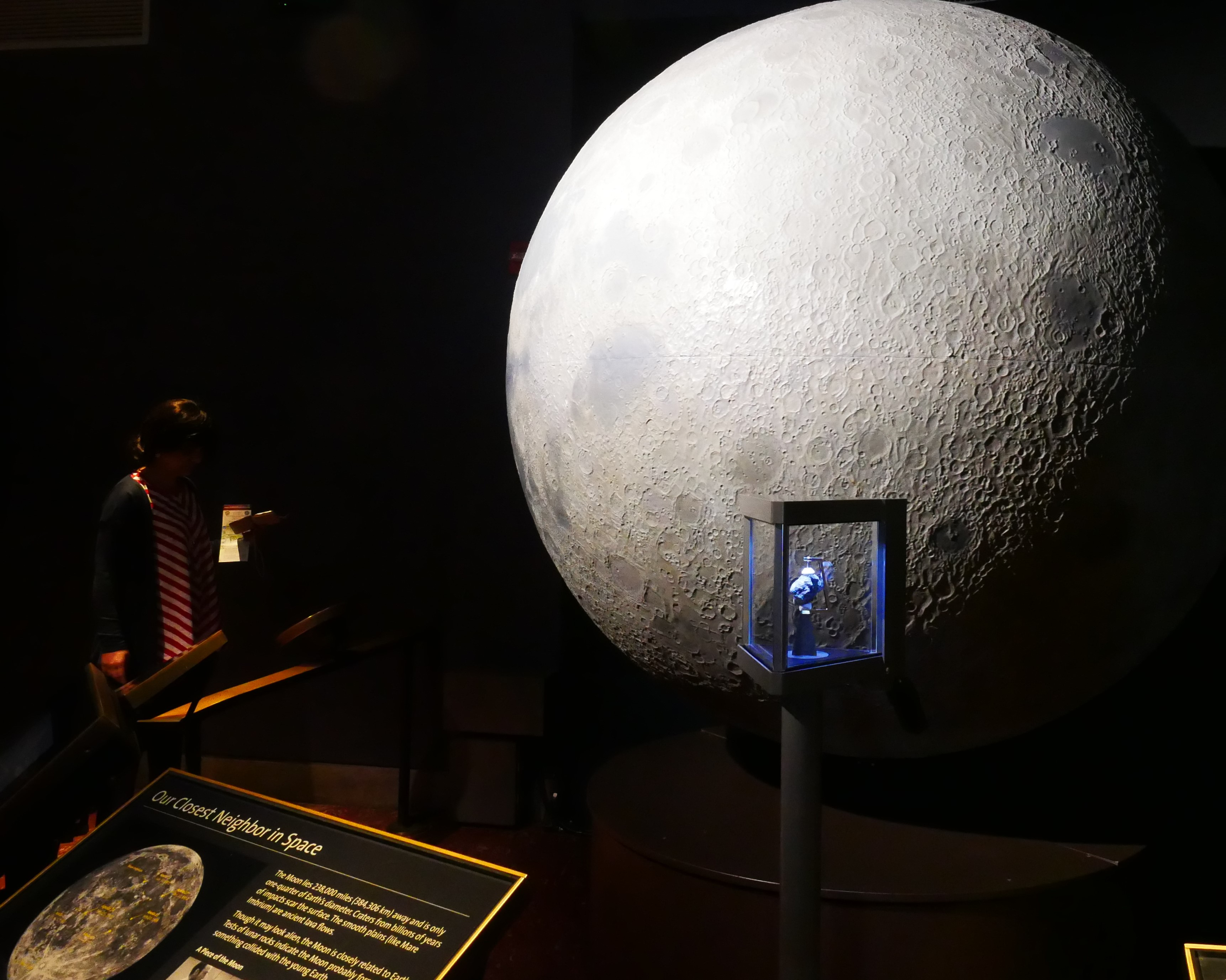
“离我们最近的邻居”展览
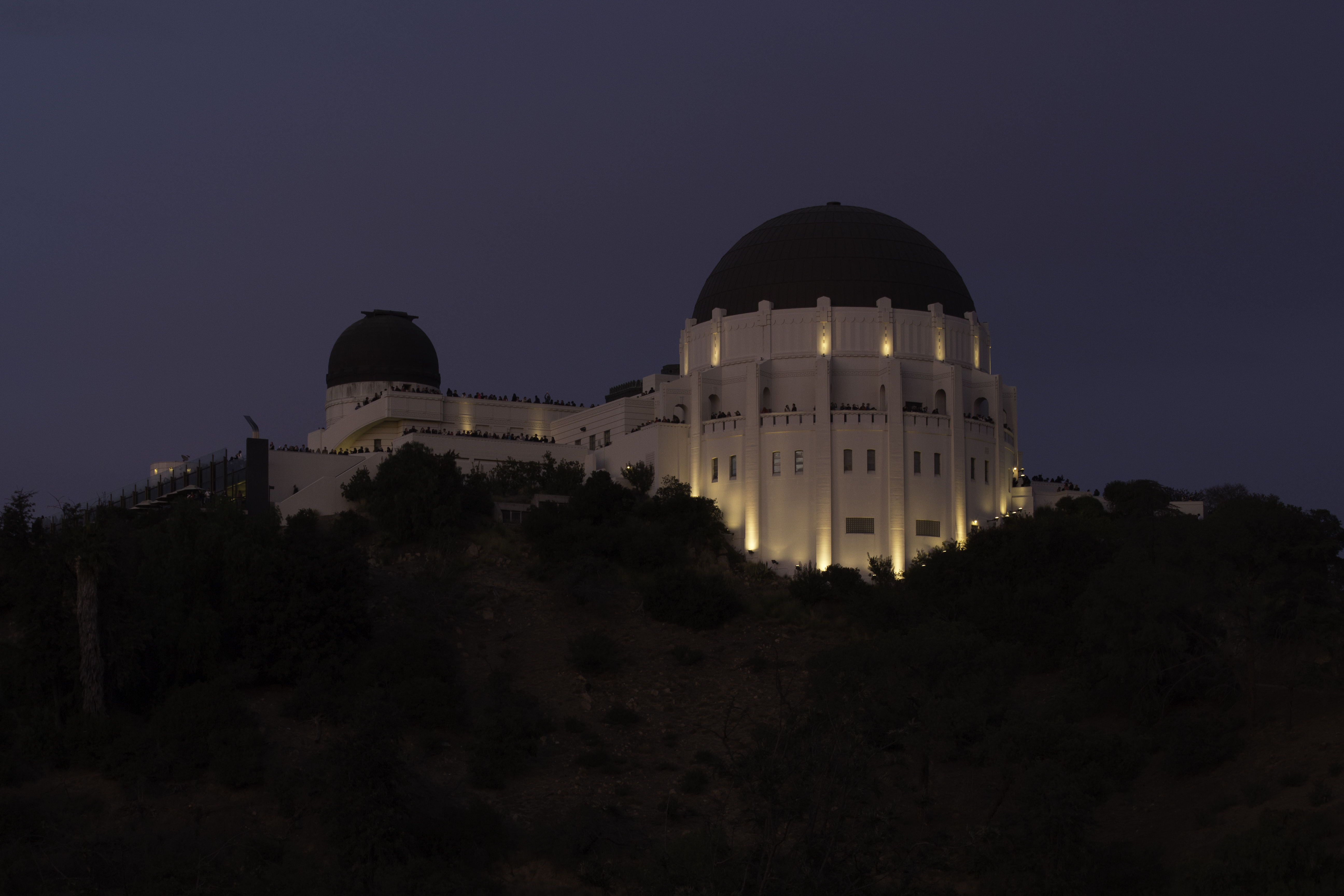
黄昏时的天文台
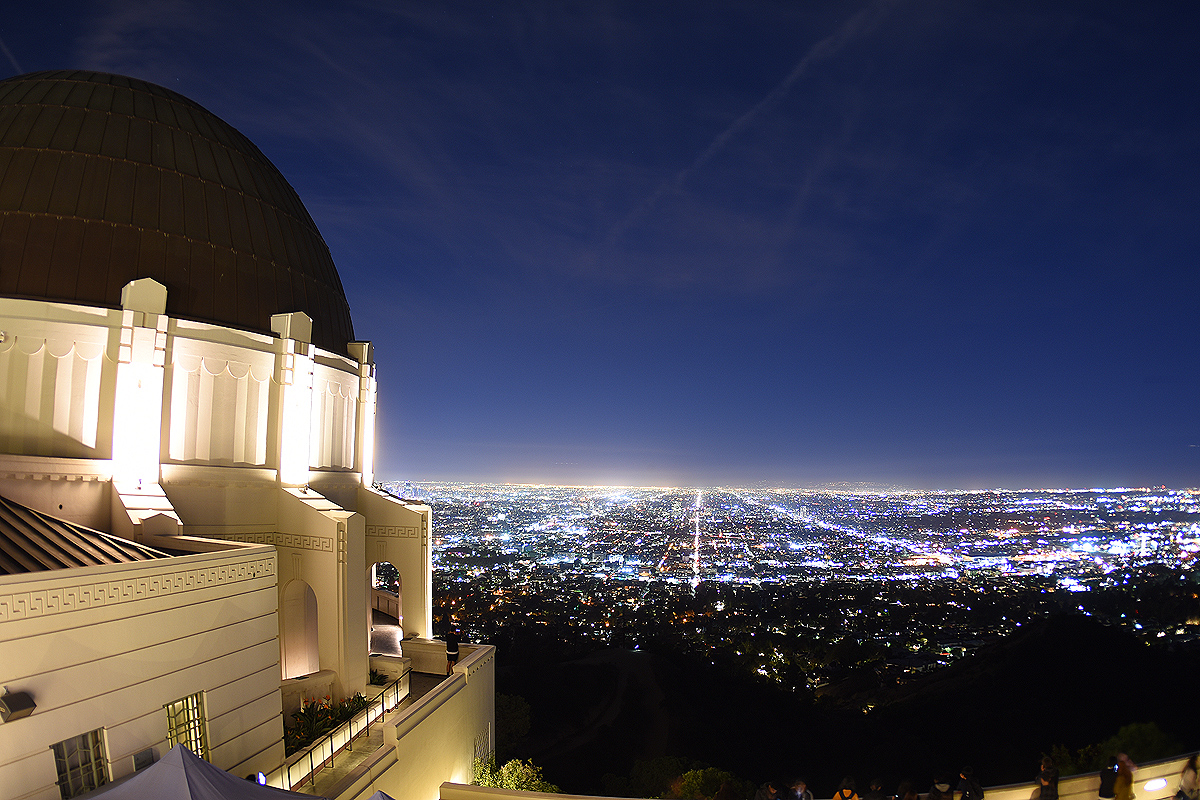
以洛杉矶城区为背景，夜里的天文台